# 克里斯·格林

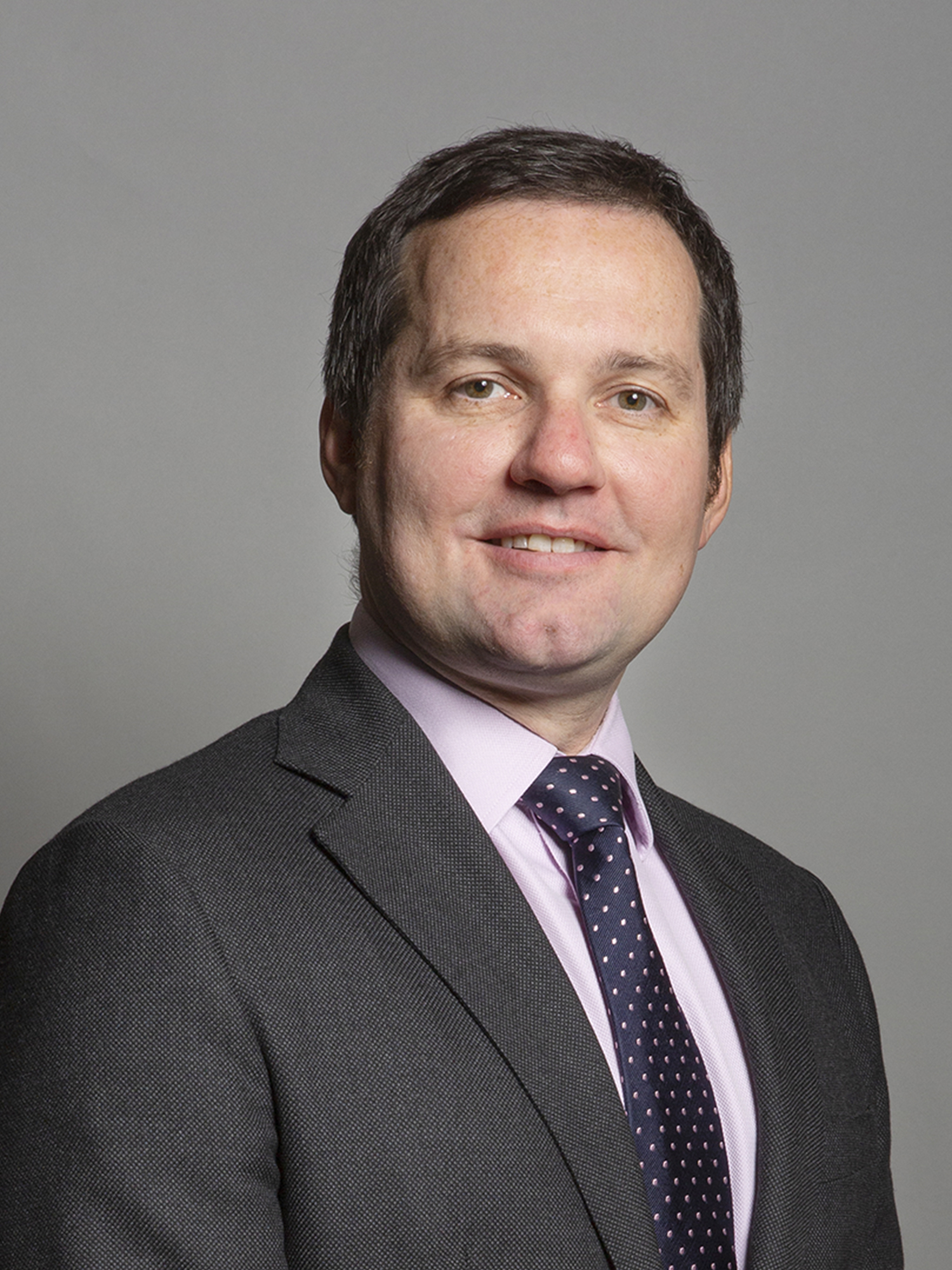

克里斯·格林（英語：Chris Green，1973年8月12日—）是一位英格蘭政治人物，他的黨籍是保守黨。自2015年開始，他擔任西博爾頓選區選出的英國下議院議員。他在2010年曾參加曼徹斯特威辛頓選區的選舉。